# 礼訟
礼訟（れいしょう）は、礼節に関する論難で、李氏朝鮮で次男で王位に上がった孝宗の正統性と関連して、1659年の孝宗の崩御時と1674年の孝宗妃の仁宣王后の崩御時の2回にわたって起こった。この時、仁祖の継妃の慈懿大妃（荘烈王后、趙大妃）の服制が争点になったので、服喪問題ともいう。
士林派西人は、孝宗が嫡長子ではないことを挙げ、王と士大夫には同一の礼が適用されなければならないという立場から、1年説と9ヶ月説を主張し、士林派南人は、王には一般士大夫とは違う礼が適用されなければならないという立場から、3年説と1年説を各々主張して対立した。

## 背景
仁祖以来、西人に政権を奪われていた南人は、また執権する機会をうかがっていた。1659年(孝宗10年)孝宗が亡くなると、孝宗の継母后の慈懿大妃の服喪は、西人の意思によって朞年（1年）に決め、すぐ続いて顕宗が即位した。

## 第1次礼訟（己亥礼訟）
翌年の1660年陰暦3月、南人の許穆などが上訴して、慈懿大妃の服喪に対して3年説を主張しながら立ち上がり、猛烈に西人を攻撃して、静かだった政界に波風を起こした。これに対し、西人の宋時烈や宋浚吉などは、孝宗は仁祖の第2王子なので、継母后である慈懿大妃の服喪に対しては朞年説が正しいと対抗した。南人の尹鑴、許穆、尹善道などは再びこれに反駁して、顕宗は王位を継承したので、嫡長子と違いがないから、3年説が正しいのだと反駁した。しかし宋時烈は最後まで初志を曲げず、結局朞年説がそのまま採択されて、西人はさらに勢力を得るようになった。

## 第2次礼訟（甲寅礼訟）
その後1674年に孝宗妃の仁宣王后が亡くなると、慈懿大妃の服喪問題を取り巻いて、また西人と南人の間に論争が広がった。西人は大功説(9ヶ月)を主張し、南人は朞年説を主張した。この時は西人の一部が南人側につき、結局今度は南人が主張する朞年説が採用され、南人がまた勢力を得るようになった。